# BC Hockey
BC Hockey, tidigare British Columbia Amateur Hockey Association), är ett kanadensiskt regionalt ishockeyförbund som ansvarar för all ishockeyverksamhet på amatörnivå i British Columbia och Yukon. Förbundet har över 150 lokala ishockeyförbund och -föreningar anslutna till sig.
De hade 72 121 registrerade (60 543 spelare, 7 280 tränare och 4 298 domare) hos sig för säsongen 2017–2018.
BC Hockey är medlem i det nationella ishockeyförbundet Hockey Canada.

## Ligor

### Aktiva
Följande ligor är sanktionerade av BC Hockey:
- BC Hockey Major Midget League (BC MML)
- British Columbia Hockey League (BCHL)
- Central Interior Hockey League (CIHL)
- Kootenay International Junior Hockey League (KIJHL)
- Pacific Junior Hockey League (PJHL)
- Vancouver Island Junior Hockey League (VIJHL)

### Inaktiva
Följande ligor är inaktiva och var sanktionerade av BC Hockey:
- British Columbia Senior Hockey League (BCSHL)
- Cariboo Hockey League (CHL)
- Okanagan Mainline League (OML)
- Pacific Coast Junior Hockey League (PCJHL)
- Pacific Northwest Hockey League (PNHL)
- Rocky Mountain Junior Hockey League (RMJHL)
- West Kootenay League (WKL)/West Kootenay Hockey League (WKHL)
- Western International Hockey League (WIHL)